# Litlihnjúkur
Litlihnjúkur är en bergstopp i republiken Island. Den ligger i regionen Norðurland eystra, 250 km nordost om huvudstaden Reykjavík. Toppen på Litlihnjúkur är 1 166 meter över havet.
Runt Litlihnjúkur är det mycket glesbefolkat, med 3 invånare per kvadratkilometer. Närmaste större samhälle är Dalvík, nära Litlihnjúkur. Trakten runt Litlihnjúkur består i huvudsak av gräsmarker.